# Mi Patria es Primero, Chiapas
Mi Patria es Primero är en ort i Mexiko.   Den ligger i kommunen Salto de Agua och delstaten Chiapas, i den sydöstra delen av landet, 800 km öster om huvudstaden Mexico City. Mi Patria es Primero ligger 65 meter över havet och antalet invånare är 148.
Terrängen runt Mi Patria es Primero är kuperad. Runt Mi Patria es Primero är det ganska glesbefolkat, med 38 invånare per kvadratkilometer. Närmaste större samhälle är Salto de Agua, 11,2 km norr om Mi Patria es Primero. Trakten runt Mi Patria es Primero består till största delen av jordbruksmark.